# 松本市立開智小学校
松本市立開智小学校（まつもとしりつ かいちしょうがっこう）は、長野県松本市開智二丁目にある市立小学校。1963年（昭和37年）4月1日、開智小学校と田町小学校が統合されて設立された。国宝の旧開智学校校舎は、1963年（昭和37年）3月31日まで統合前の開智小学校の校舎として使用されており、沿革的には1873年5月設立の旧開智学校に遡る。

## 沿革
- 1873年（明治6年）5月6日、学制による第二大学区筑摩県管下第一中学区の第一番小学開智学校が創立。廃仏毀釈により廃寺となった全久院を仮校舎とした。
- 1876年（明治9年）に全久院跡地（のちの長野県松本市本町一丁目（現在の松本市中央２丁目））の女鳥羽川沿いに旧開智学校校舎建築。
- 1888年（明治21年）4月2日、小学校令を実施して開智尋常小学校となる[1]。
- 1888年（明治21年）4月から1901年（明治34年）4月まで寄藤好実校長。
- 1889年（明治22年）9月9日、松本尋常小学校と改称[1]。
- 1892年（明治25年）4月7日、改正小学校令により東筑摩高等小学校を合併して松本尋常高等小学校となる[1]。
- 1901年（明治34年）5月～1922年（大正11年）6月3日まで、三村壽八郎（樋口壽八郎）校長。

松本尋常高等小学校は、児童の増加にあわせて、開智部を本部として、源池部（明治37年設置）、田町部（同43年設置）、筑摩部（大正7年設置）、旭町部（同11年設置）、田川部（同14年設置）、井川部（同14年設置・のちに鎌田部）、清水部（昭和3年設置）の各部の校舎を設置した。
小里頼永市長と三村壽八郎校長の意向により、一市一校制を維持したため、昭和初期に入ると、学級数173（尋常科153、高等科20）児童数10247人にふくれあがって教職員数も203人となり、全国稀に見る大規模校となった。
- 1935年（昭和10年）3月、松本尋常高等小学校を廃し７尋常小学校１高等小学校に分割。開智部は松本市立開智尋常小学校、田町部は田町尋常小学校となる。
- 1941年（昭和16年）、国民学校令により、松本市立開智国民学校初等科、田町国民学校初等科となる。
- 1947年（昭和22年）4月、学校教育法により、松本市立開智小学校、田町小学校となる。
- 1961年（昭和36年）3月23日、開智小学校本館（旧開智学校）は明治時代の擬洋風学校建築としては初めて重要文化財の指定を受けた。
- 1962年10月、開智小学校と田町小学校が統合を決定し、両校から統合要望書を教育委員会に提出。
- 1963年3月22日、開智小学校廃校式挙行。
- 1963年3月23日、田町小学校廃校式挙行。
- 1963年（昭和37年）4月1日、松本市立開智小学校は松本市立田町小学校と統合され、新たに現行の松本市立開智小学校が設立された。新校舎完成まで田町小学校校舎を利用した。
- 1963年（昭和37年）5月、約90年間使用された開智小学校本館が解体され、翌1964年にかけて現在の場所へ移築・復元された。
- 1964年11月7日、移築された旧開智学校の建物に並んで新校舎が完成し落成式開催。
- 1998年7月、現在の校舎に建て替えられた。
- 2019年（令和元年）9月、旧開智学校校舎が国宝に指定された。

## 概要
- 1963年（昭和37年）4月1日をもって、従前の開智小学校は田町小学校と統合されることとなり、旧市立病院跡地に現在の松本市立開智小学校が新たに設立された（1964年11月7日新校舎落成式）。新設の小学校にも「開智小学校」の名称が採用されたものの、旧開智小学校、旧田町小学校はいずれも形式的には廃校とされており、両校を沿革に持つ新しい小学校として設立された。
- 1963年新設といっても、開智小学校という名称のみならず、校歌や校訓も従前の開智小学校のものを継承するなど開智小学校が存続して移転し、田町小学校が吸収されて消滅したというのが実態に近い。両校はもともと「松本尋常高等小学校」という１つの学校であり、1935年に部校が独立したあとも、戦後に新しく校歌が制定されるまでは、田町小学校その他の旧部校でも、開智小学校と同じ校歌、同じ校訓を継続して用いていた。このような一市一校制に由来する共通の帰属意識により、わずか数ヶ月の間にさしたる抵抗もなく統合が実現したといえる。
- 1964年の住居表示導入の際、開智小学校の名称にちなんで町名に「開智」の名称が採用された（それまでの町名は松本市沢村である。）
- 松本城の北側に位置し旧開智学校に隣接している。
- 校歌は松本市出身の浅井洌（1849年～1938年）が作詞、小山作之助（1864年～1927年）が作曲した「校訓の歌」で、松本尋常高等小学校時代からの校歌を継承している。
- 初代校舎は1876年4月に現在の松本市中央2丁目に建てられた国宝旧開智学校校舎で、1963年3月まで使用され、現在は「教育博物館」として開智2-4-12に移築されている。
- 太田南海作の樋口壽八郎先生胸像を収蔵

## 交通アクセス
- JR東日本、アルピコ交通松本駅から徒歩約20分。

## 周辺
- 旧開智学校
- 松本城
- 松本市中央図書館

## 出身者
- 臥雲義尚（松本市長、元NHK職員）